# Yeránia Óri
Yeránia Óri är en bergskedja i Grekland. Den ligger i den sydöstra delen av landet, 60 km väster om huvudstaden Aten.
Yeránia Óri sträcker sig 33 km i öst-västlig riktning. Den högsta punkten är 1 351 meter över havet.
Topografiskt ingår följande toppar i Yeránia Óri:
- Óros Pátsi
- Palióvouna